# Іван Гнойовий
Іван Воніфатієвич Гнойовий (27 лютого 1889 — 22 січня 1974) — хорунжий Дієвої армії УНР, інженер та громадський діяч.

## Біографія

Могила Івана Гнойового (Баффало, штат Нью-Йорк, США). 2013.

Народився в українській козацькій родині на хуторі Гнойових поблизу села Запсілля Кременчуцького повіту, що на Полтавщині. Закінчив народну та церковну школи, отримав звання учителя грамоти й певний час працював за цим фахом. У 1912 році одружився з Ганною Григорівною Коноваловою, у шлюбі народилося 2 синів: Микола (1915) та Петро (1917).
Бажаючи набути вищу педагогічну кваліфікацію, в 1914 поступив до Катеринославського учительського інституту. Роком пізніше Івана Гнойового мобілізували до російської армії. У ранзі прапорщика закінчив Костянтинівське військове училище у Києві. Надалі служив у 271-му піхотному запасному полку в Катеринославі.
Восени 1917 р. брав активну участь в українізації 271-го піхотного запасного полку, згодом — в українізації 13-го піхотного Білозерського полку, який під назвою 19-го пішого Українського увійшов до складу 2-го Січового Запорізького корпусу військ Центральної Ради. У 1918 р. закінчив Катеринославський учительський інститут.
У 1920 р. повернувся до Армії УНР, у складі якої вийшов на інтернування до Польщі.
У 1922 р. виїхав до Чехо-Словаччини, закінчив Українську господарську академію у Подєбрадах (1927), працював інженером у Польщі. З 1940 р. працював викладачем в Українській технічній школі у Холмі.
З 1941 р. — заступник голови Українського допомогового комітету. У 1943 р. був заарештований гестапо, перебував 4 місяці в ув'язненні.
У 1948 р. емігрував до США, жив та помер у Баффало 22 січня 1974 року. Похований на цвинтарі Св. Матвія.